# 小行星5989
小行星5989（英語：5989 Sorin）是一颗围绕太阳公转的小行星。1976年8月26日，尼古拉·切爾尼赫在克里米亚发现了此天体。
这颗小行星的绝对星等为340.8637090672754等。